# マクドナルド433号店の看板
マクドナルド433号店の看板（マクドナルド433ごうてんのかんばん、McDonald's Store #433 Sign）または単にマクドナルドの看板（McDonald's Sign）とは、アメリカ合衆国のアーカンソー州パインブラフにあるマクドナルドの看板である。現存する数少ない、アーチが1つだけのマクドナルドの看板のうちの一つである。1962年にマクドナルド433号店の看板として建てられ、2007年に433号店が移転するのに併せて、補修・改装された上で現在の場所に移転された。2006年にアメリカ合衆国国家歴史登録財に登録された。

## 歴史
マクドナルド433号店は元々、パインブラフのサウス・メイン・ストリート1300番地にあった。一帯は当初は住宅地であったが、20世紀半ばごろから商業店舗が建ち始めた。433号店もその中の一つだった。433号店は1962年に建てられ、当時のマクドナルドの標準的なデザインである、赤・白・黄を基調として、アーチが屋根から突き出ているデザインが踏襲された。433号店は1962年7月3日に開店した。
2006年、433号店の看板は国家歴史登録財に登録された。
2007年8月、433号店が移転のため年内に閉店する旨が告知された。新しい店舗は、元の場所から約2マイル離れたサウス・オリーブ・ストリート2819番地に建てられた。看板をどうするかは当初は決定していなかったが、同年9月、看板も新店舗に移転すると発表された。
閉店が近づいた9月、看板は撤去されてアーカンソー州プラスキ郡マベルベールのスカイライト・サイン・アンド・ネオン社に運ばれ、同年10月まで補修と改装を受けた。

## デザイン
433号店の看板のデザインは、当初の"Speedee"の看板から現行のアーチが2つのゴールデン・アーチの看板への移行期に1年間だけ使われていたものである。そのため、元々数が少なく、現存するものは希少である。433号店の開店の3か月後には、現行の2つアーチの看板が登場している。
アーチは、金属のフレームに黄色いプラスチックのパネルが貼られており、その内側に照明がついている。アーチの中ほどに、店名などが書かれた赤色の板が取り付けられている。看板はインディアナ州エバンズビルのSign Crafters社で、プラスチックシートはフィラデルフィアのRohm & Haas社で製造された。
マクドナルドの実質的な創業者であるレイ・クロックは、マクドナルドの最初の店舗を開店させたマクドナルド兄弟の家の紋章を元にこの看板をデザインした。アーチは、モダニズム建築でよく使われる意匠である。フィリップ・ラングドンは著書"Orange Roofs, Golden Arches:  The Architecture of American Chain Restaurants"において、このアーチは、ウキウキした気分、空へ向かう動きの感覚の象徴であり、人が天に向かって飛んでゆくことのできる宇宙時代の象徴であると述べている。ラングドンはまた、このアーチの目的は、ロードサイドのハンバーガー屋に構造的なモダニズムの感覚を持ち込むことであったと述べた。

## 歴史的意義

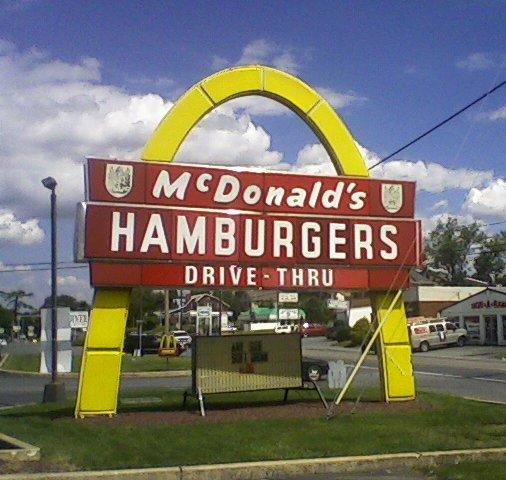
ペンシルベニア州ランカスターにあった、1つアーチのマクドナルドの看板（2016年に撤去）

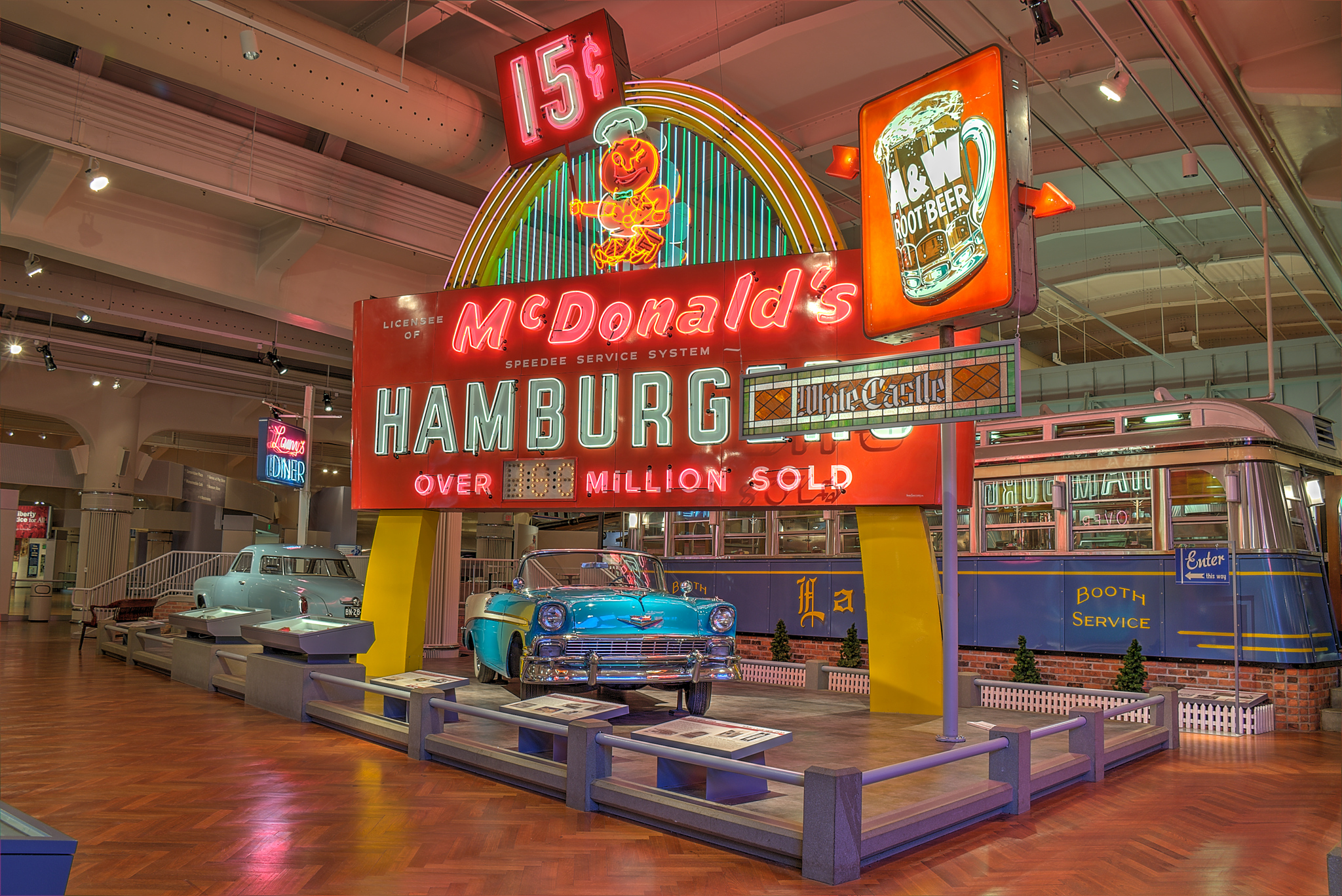
ミシガン州ディアボーンのヘンリー・フォード博物館に展示されているマクドナルドの看板

2006年8月21日、パインブラフのマクドナルドの看板は、「マクドナルド433号店の看板」(McDonald's Store #433 Sign)として国家歴史登録財に登録された。マクドナルドは創業以来様々なデザインの看板を採用しているが、現存する初期のデザインの看板は希少であり、433号店の看板は、アーカンソー州で唯一の、現存する1つアーチのマクドナルドの看板である。また、バックライト付きのブラスチック製看板の良い例である。バックライト付きのブラスチック製看板は、第二次世界大戦後に一般的となり、1950年代から60年代にかけて広告業界に革命をもたらした。
同種の看板が全米で何枚現存しているかは不明確である。少なくとも、ニュージャージー州マグノリア、ウィスコンシン州グリーンベイ、ミシガン州セントクレアショアーズ、ミシガン州ウォーレン、コロラド州モントローズ、ミズーリ州インディペンデンス、フロリダ州ウィンターヘブン、イリノイ州ベルビル、インディアナ州マンシーには現存する。ミシシッピ州ビロクシにあった看板は、2005年のハリケーン・カトリーナにより破壊された。同種の看板で、単独で国家歴史登録財になっているのはパインブラフの433号店のものだけだが、他にも歴史地区の構成物件として国家歴史登録財になっているものがいくつかある。
撤去後の1つアーチの看板の多くは個人の所蔵となっている。ミシガン州ディアボーンのヘンリー・フォード博物館には、1つアーチの看板が展示されている。